# 駐日スロバキア大使館
駐日スロバキア共和国大使館（スロバキア語: Veľvyslanectvo Slovenskej republiky v Tokiu、英語: Embassy of the Slovak Republic in Japan）は、スロバキアが日本の首都東京に設置している大使館である。

## 所在地
東京都港区元麻布二丁目11-33

## 大使
2024年4月10日より、イヴァン・スルコシュが特命全権大使を務めている。